# Humanist Society of Scotland
L'Humanist Society of Scotland (HSS) est une organisation écossaise qui fait la promotion de l'humanisme.
Elle est membre de l'International Humanist and Ethical Union et son symbole officiel est l'homme heureux, avec un drapeau écossais.   
L'organisation fait campagne pour autoriser les mariages civils humanistes en Écosse, ce qui fut un succès puisque le premier mariage humaniste eut lieu au zoo d'Édimbourg le 18 juin 2005. L'organisation fournit ses propres meneurs de cérémonies pour les mariages humanistes, organise des cérémonies d'alliance homosexuelles, ainsi que des enterrements et cérémonies de naissance. 
L'organisation publie le magazine Humanitie.